# Ricardo Montalbán
Ricardo Gonzalo Pedro Montalbán y Merino (Città del Messico, 25 novembre 1920 – Los Angeles, 14 gennaio 2009) è stato un attore messicano, attivo al cinema, in televisione e a teatro. La carriera di Montalbán è proseguita per sette decenni, durante i quali è diventato celebre in un'ampia varietà di generi, dal crime, al dramma, al musical, alla commedia e alla fantascienza.
È noto al pubblico per il ruolo di Mr. Roarke nella serie televisiva Fantasilandia e per il ruolo dell'iconico Khan Noonien Singh nell'episodio Spazio profondo (1967) della serie televisiva Star Trek e nel film Star Trek II - L'ira di Khan (1982). Altra sua celebre interpretazione è quella del Señor Armando nel franchise de Il pianeta delle scimmie, nei due film Fuga dal pianeta delle scimmie (1971) e 1999: conquista della Terra (1972).
Ha inoltre interpretato il Re Bianco nel musical per la televisione Alice Through the Looking Glass, tratto dal romanzo di Lewis Carroll Attraverso lo specchio e quel che Alice vi trovò, e alcuni personaggi storici, tra cui: il pirata Jean Lafitte, nella serie televisiva La grande avventura (1964); il bandito messicano Joaquin Murrieta, nella serie Death Valley Days (1960); il capo indiano Piccolo Lupo nel film diretto da John Ford Il grande sentiero (Cheyenne Autumn, 1964).

## Biografia

### Primi anni
Ricardo Montalbán nasce a Città del Messico, figlio degli immigrati spagnoli Ricada Merino Jiménez e Genaro Montalbán Busano, quest'ultimo un direttore di negozi, e cresce a Torreón, allevato dai genitori nella religione cattolica. Nasce con una malformazione artero-venosa alla colonna vertebrale. Ricardo non è l'unico figlio della coppia, che ha anche una figlia, Carmen, e altri due figli, Pedro e Carlos, che diverrà anch'egli attore.
Una volta adolescente, si trasferisce a Los Angeles con il fratello Carlo. Nel 1940 si trasferiscono a New York, dove Ricardo ottiene una parte minore nello spettacolo teatrale Her Cardboard Lover, traduzione in Lingua inglese della commedia di Jacques Deval Dans sa candeur naïve, da cui sono stati tratti anche alcuni film, il più celebre dei quali è Avventura all'Avana del 1942, diretto dal George Cukor. Montalbán dichiarò che quando arrivò la prima volta a Hollywood, gli studios avrebbero voluto che cambiasse il suo nome in Ricky Martin.

### Anni 1940
Nel 1941 Montalbán appare in alcuni cortometraggi musicali di tre minuti prodotti per i Soundie, dei video jukebox. Compare in numerosi Soundie prodotti a New York come membro di gruppi canori, abitualmente accreditati come Men and Maids of Melody, finché non ottiene il ruolo da protagonista nel cortometraggio del 1941 diretto da John Primi He's a Latin from Staten Island, dove interpreta il ruolo di un gigolò che suona la chitarra accompagnato dalla voce fuori campo di Gus Van.
Alla fine del 1941 ritorna in Messico, dopo aver saputo che la madre stava morendo. Qui recita in una dozzina di film in spagnolo, divenendo una star in patria. In questo periodo ottiene una parte non accreditato nel film del 1942 Cantinflas e i tre moschettieri (Los tres mosqueteros), diretto da Miguel M. Delgado e al fianco di Cantinflas. Appare inoltre in El verdugo de Sevilla (1942); La virgen que forjó una patria (1942), al fianco di Ramón Novarro; La razón de la culpa (1943). Diventa così una star in Messico grazie al film del 1943 diretto dal regista hollywoodiano espatriato Norman Foster e da Alfredo Gómez de la Vega, Santa. Fa seguito una parte come attore non protagonista in Cinco fueron escogidos (1943). Ottiene un altro ruolo come non protagonista in un film statunitense sulla seconda guerra mondiale ambientato in Jugoslavia, Five Were Chosen (1944). Norman Foster lo ingaggia per un altro ruolo ne La fuga (The Escape, 1944). Montalbán ha quindi un ruolo da protagonista nei film Cadetes de la naval (1945), Nosotros (1945) e La hora de la verdad (1945), quest'ultimo un dramma sulla corrida, sempre diretto da Foster. In seguito l'attore interpreta ancora La casa de la zorra (1945), Pepita Jiménez (1946) e Fantasía ranchera (1947).
I film messicani di Montalbán vengono notati dalla Metro-Goldwyn-Mayer, al momento alla ricerca di qualcuno che potesse interpretare il torero avversario di Esther Williams nel film La matadora (Fiesta) del 1947, che sarebbe stato girato in Messico. Montalbán viene ingaggiato per la parte e il film ottiene un grande successo, cosicché la MGM gli fa firmare un contratto a lungo termine. Nel 1948 lo studio lo impegna nuovamente al fianco di Esther William nel 1948, nel film Su di un'isola con te (On an Island with You) e in un numero di danza nel film musical Il bacio del bandito (The Kissing Bandit), al fianco di Frank Sinatra. Nel 1949 è per un terzo film al fianco di William, La figlia di Nettuno (Neptune's Daughter), nel quale i due duettano sulla canzone Baby It's Cold Outside.
Il primo ruolo di un certo rilievo di Ricardo Montalbán è nel noir diretto da Anthony Mann Mercanti di uomini (Border Incident) del 1949, al fianco di George Murphy. Questo è uno dei vari film a basso costo realizzati dagli studios sotto Dore Schary e guadagnò abbastanza poco. Lo stesso anno Montalbán è uno dei primi attori ispanici ad apparire sulla copertina della rivista Life, nel numero del 21 novembre. "Sono stato re per una settimana", ha affermato in seguito. "Pensavo che le offerte sarebbero piovute a dirotto. Ma dopo una settimana, niente.".

### Anni 1950
Durante gli anni cinquanta e sessanta è uno degli attori ispanici più attivi a Hollywood, spesso con il ruolo di caratterista in film western. Montalbán è stato uno dei tanti soldati nel film di guerra diretto da William A. Wellman Bastogne (Battleground, 1949), un enorme successo al botteghino. Gli è stato poi assegnato un altro ruolo da protagonista ne La strada del mistero (Mystery Street, 1950), nella parte di un detective in un film noir diretto da John Sturges, ma il film si è rivelato una delusione al botteghino. Sturges lo dirige ancora ne Il messicano (Right Cross, 1950), al fianco di Dick Powell e June Allyson. Montalbán e Jane Powell interpretano il musical Due settimane d'amore (Two Weeks with Love, 1950), che si rivela un discreto successo.
Nel 1951 la Universal prende in prestito alla MGM Montalbán e Cyd Charisse per un film di cappa e spada, Il marchio del rinnegato (The Mark of the Renegade, 1951). Tornato alla Metro-Goldwyn-Mayer, recita con Clark Gable me Il cacciatore del Missouri (Across the Wide Missouri, 1951), diretto da Wellman. Il film ottiene un grande successo, anche se Montalbán rimane ferito durante le riprese. Viene infatti disarcionato dal cavallo, perdendo i sensi e venendo calpestato da un altro cavallo, aggravando così la sua malformazione artero-venosa e provocando una ferita traumatica alla schiena che non sarebbe più guarita.

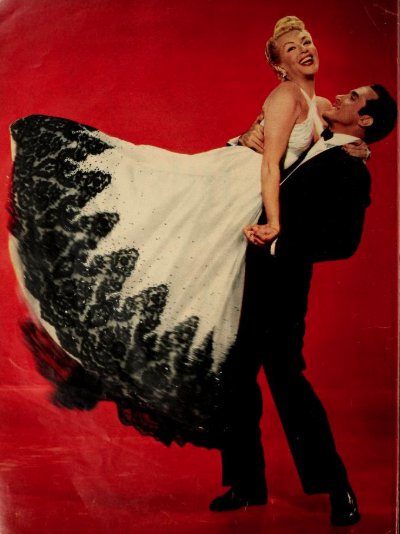
Ricardo Montalbán e Lana Turner in Amanti latini (1953)

Nel 1952 lo studio lo accoppia con Shelley Winters nel film, sempre diretto da Wellman, Il mio uomo (My Man and I), in cui Montalbán interpreta la parte di un operaio, ma il film è un fiasco al botteghino. Nel 1953 Montalbán è uno dei tanti nomi che compaiono nel film musical diretto da Norman Foster e girato in Messico, Sombrero. Lo stesso anno è protagonista, al fianco di Lana Turner, nel film diretto da Mervyn LeRoy Amanti latini (Latin Lovers). Entrambi i film si rivelano delle grosse perdite per la Metro-Goldwyn-Mayer, che decide di sciogliere il contratto con l'attore.
A proposito di questo periodo della sua carriera, in seguito Montalbán afferma: "Ho interpretato la caricatura di quel che si pensa sia un latino. In realtà, siamo uomini di famiglia. Avrei dovuto avere il coraggio di Dolores del Río, che è tornata in Messico e lì ha realizzato i suoi film migliori.". A dispetto delle sue origini latine, interpreta comunque anche personaggi asiatici, come nel film diretto da Joshua Logan Sayonara (1957). 
Nel 1954 interpreta un altro cappa e spada per Sam Katzman, La fortezza dei tiranni (The Saracen Blade) e, tornato in Messico, recita in Sombra verde, diretto da Roberto Gavaldón. Lo stesso anno è quindi in Italia per interpretare Amal nel "peplum" di Carlo Ludovico Bragaglia La cortigiana di Babilonia, al fianco di Rhonda Fleming, qui nei panni di Semiramide. Ritorna in Messico per girare il film, finanziato dagli studios statunitensi, A Life in the Balance (1955), codiretto da Harry Horner e Rafael Portillo, dove recita al fianco di Anne Bancroft. Nello stesso periodo acquista i diritti di una storia per sé stesso, Green Shadows, ma il film non verrà mai realizzato.
A metà degli anni cinquanta inizia anche la sua esperienza come attore televisivo, apparendo come guest star in serie televisive come The Ford Television Theatre (1955-1956); Climax! (1955-1956); General Electric Theater (1956); Celebrity Playhouse (1956); The 20th Century-Fox Hour (1956); Chevron Hall of Stars (1956); Letter to Loretta, dove interpreta vari personaggi in 8 differenti episodi (1956-1961); Carovane verso il West (1957); Schlitz Playhouse of Stars (1957); Playhouse 90 (1957-1959); Colgate Theatre (1958); Avventure lungo il fiume (1959); Avventure in paradiso (1959).
Nel 1955 è a teatro, a Broadway, dove recita nel musical Seventh Heaven, al fianco di Gloria DeHaven, ma lo spettacolo ottiene solamente 44 repliche. A Hollywood, appare nel thriller per la della Allied Artists diretto da Thomas Carr, Ricatto a tre giurati (Three for Jamie Dawn, 1956). È poi di nuovo in Italia per girare Gli amanti del deserto, codiretto da Gianni Vernuccio, Fernando Cerchio e León Klimovsky, su sceneggiatura di Manuel Villega Lopez, film la cui lavorazione risulta particolarmente travagliata a causa di dissidi interni e a causa della Crisi del Sinai. Ha poi il suo primo ruolo in un film hollywoodiano di "serie A", Sayonara (1957), diretto da Joshua Logan. nel quale interpreta un ballerino giapponese. A proposito di questa esperienza in seguito dirà: "Ero e sono tuttora molto soddisfatto della mia interpretazione e molto rattristato da questo film. Speravo in una nomination all'Oscar, ma sfortunatamente la maggior parte delle mie scene sono finite sul pavimento della sala di montaggio."
Dal 1957 al 1959 lavora a Broadway nel musical Jamaica, cantando diversi brani spensierati di genere calypso al fianco di Lena Horne, ottenendo ben 555 repliche. Questa interpretazione gli vale una candidatura ai Tony Award.

### Anni 1960
Negli anni sessanta si fa più intensa la sua attività come attore televisivo. In questo periodo prende parte a serie come Startime (1960); Death Valley Days (1960); Bonanza (1960); Alfred Hitchcock presenta (1960); Play fo the Week (1960); The Christophers (1960); Insight (1960-1966); The Chevy Show (1961); Zorro (1961); Gli intoccabili (1961); Scacco matto (1961); Disneyland (1961); Lotta senza quartiere (1962); The Lloyd Bridges Show (1962); Il virginiano (1962-1970); 

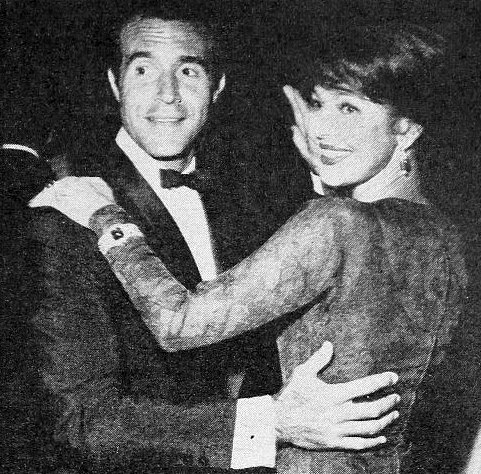
Ricardo Montalbán con la cognata Loretta Young nel 1960

Montalbán interpreta inoltre Che nessuno scriva il mio epitaffio (Let No Man Write My Epitaph, 1960), diretto da Philip Leacock, remake per il piccolo schermo del film Rashomon diretto da Akira Kurosawa. Nel 1961 è in un altro film italiano, Gordon, il pirata nero, diretto da Mario Costa, in cui ha un ruolo da protagonista al fianco di Vincent Price e Giulia Rubini. È ancora ne Le avventure di un giovane (Hemingway's Adventures of a Young Man, 1962); Cronache di un convento (The Reluctant Saint, 1962), al fianco di Maximilian Schell; Il granduca e mister Pimm (Love Is a Ball, 1963), dove interpreta un duca francese al fianco di Glenn Ford. Nel 1964 impersona il leader nativo americano Piccolo Lupo nel film diretto da John Ford Il grande sentiero (Cheyenne Autumn, 1964); interpreta la versione televisiva, The Fantasticks dell'musical, e ritorna ancora una volta in Messico per interpratere il film ¡Buenas noches, año nuevo!.
È ancora in televisione nelle serie: Alcoa Premiere (1963); The Dick Powell Show (1963); Ben Casey (1963); The Greatest Show on Earth (1963); La grande avventura (1963-1964), in cui impersona, tra gli altri, il pirata Jean Lafitte; The Lieutenant (1964); Slattery's People (1964); La parola alla difesa (1964); Gli inafferrabili (1964); La legge di Burke (1964-1965); Organizzazione U.N.C.L.E. (1964-1966); Polvere di stelle (1965-1967); Il dottor Kildare (1966).
Nel 1965 è in tournée con il musical di Richard Rodgers e Oscar Hammerstein II The King and I, tratto dal celebre romanzo di Margaret Landon, Anna e il re. A tal proposito, in un'intervista del 1991, dichiarerà: "Penso che ogni attore ami il palcoscenico. [...] Il vantaggio è che è il mezzo dell'attore; non è possibile che la tua scena finisca sul pavimento della sala di montaggio, e sta a te decidere come attirare e mantenere l'attenzione del pubblico grazie alla maestria della tua interpretazione.".
Nel 1966 compare nel musical per la televisione Alice Through the Looking Glass, tratto dal romanzo di Lewis Carroll Attraverso lo specchio e quel che Alice vi trovò, seguito di Le avventure di Alice nel Paese delle Meraviglie. Montalbán vi interpreta la parte del Re Bianco, per la quale viene pagato $10 000. Recita inoltre in altri film per la televisione, quali: Code Name: Heraclitus (1967); La lunga fuga (The Longest Hundred Miles, 1967); Stranieri nella notte (The Pigeon, 1969); La mano della vendetta (The Desperate Mission, 1969). Negli stessi anni prende parte anche allo sceneggiato radiofonico distribuito in syndication a livello internazionale, Lobo del Mar, nel quale interpreta la parte del capitano di un vascello che si imbatte in un'avventura in ogni porto nel quale attracca. La trasmissione radiofonica di trenta minuti viene trasmessa in numerosi paesi di lingua spagnola fino ai primi anni settanta.
Alla fine del 1966 interpreta uno dei più importanti ruoli della sua carriera - divenuto tale in particolare quando lo riprenderà anni più tardi nel film Star Trek II - L'ira di Khan - quello di Khan Noonien Singh, nell'episodio della prima stagione della serie televisiva di fantascienza Star Trek, Spazio profondo (Space Seed), trasmesso nel febbraio 1967. Khan è un ex dittatore terrestre "potenziato" del XX secolo, che viene rianimato nel XXIII secolo dall'equipaggio della USS Enterprise del capitano James T. Kirk (William Shatner), dopo aver rinvenuto l'astronave-colonia penale che ospita lui e gli altri potenziati, la SS Botany Bay, abbandonata nello spazio. Khan tenta di impadronirsi dell'Enterprise, ma viene sconfitto dal capitano Kirk ed esiliato sul pianeta Ceti Alpha V assieme ai potenziati e a alla storica della Flotta Stellare Marla McGivers (Madlyn Rhue), innamoratasi di lui. A proposito della sua interpretazione in Star Trek, in un'intervista del 1967, Montalbán ha dichiarato: "Sono come un medico disponibile 24 ore su 24, non rifiuto nulla.".
Nella seconda metà degli anni sessanta, Montalbán ha inoltre ottenuto ruoli secondari in film come: La trappola mortale (The Money Trap, 1965) diretto da Burt Kennedy e al fianco di Glenn Ford; Madame X (1966), prodotto da Ross Hunter e al fianco di Lana Turner; Dominique (The Singing Nun, 1966), diretto da Henry Koster e al fianco di Debbie Reynolds per la MGM, un biopic musicale su Sœur Sourire. 
In televisione compare come guest star in episodi delle serie: The Long, Hot Summer (1966); Daniel Boone (1966); Selvaggio west (The Wild Wild West, 1966); Combat! (1967); Missione impossibile (Mission: Impossible, 1967); Le spie (I Spy, 1967); Squadra speciale anticrimine (The Felony Squad, 1967-1968); The Danny Thomas Hour (1968); Ironside (1968); Operazione ladro (It Takes a Thief, 1968), Ai confini dell'Arizona (The High Chaparral, 1968); Hawaii Squadra Cinque Zero (Hawaii Five-O, 1968-1972), dove interpreta la parte di un boss del crimine di origine giapponese; Reporter alla ribalta (The Name of the Game, 1969-1970); Gente di Hollywood (Bracken's World, 1969-1970).
Interpreta inoltre film per la televisione come Stranieri nella notte (The Pigeon 1969); La mano della vendetta (The Desperate Mission, 1969), in cui interpreta il celebre bandito e patriota messicano Joaquin Murrieta; ha inoltre un ruolo da comprimario nel film commedia, diretto da Bob Fosse, Sweet Charity - Una ragazza che voleva essere amata (Sweet Charity, 1969).

### Anni 1970
Nei primi anni settanta è nelle serie televisive Gunsmoke (1970); Dan August (1970); Marcus Welby (Marcus Welby, M.D., 1970); Doris Day Show (The Doris Day Show, 1971); Sarge (1971); Un vero sceriffo (Nichols, 1971). Compare inoltre nei film per la televisione Black Water Gold (1970), diretto da Alan Landsburg; The Aquarians (1970), diretto da Don McDougall; The Face of Fear (1971), diretto da George McCowan; Un uomo d'azione (Fireball Forward, 1972), diretto da Marvin J. Chomsky. 

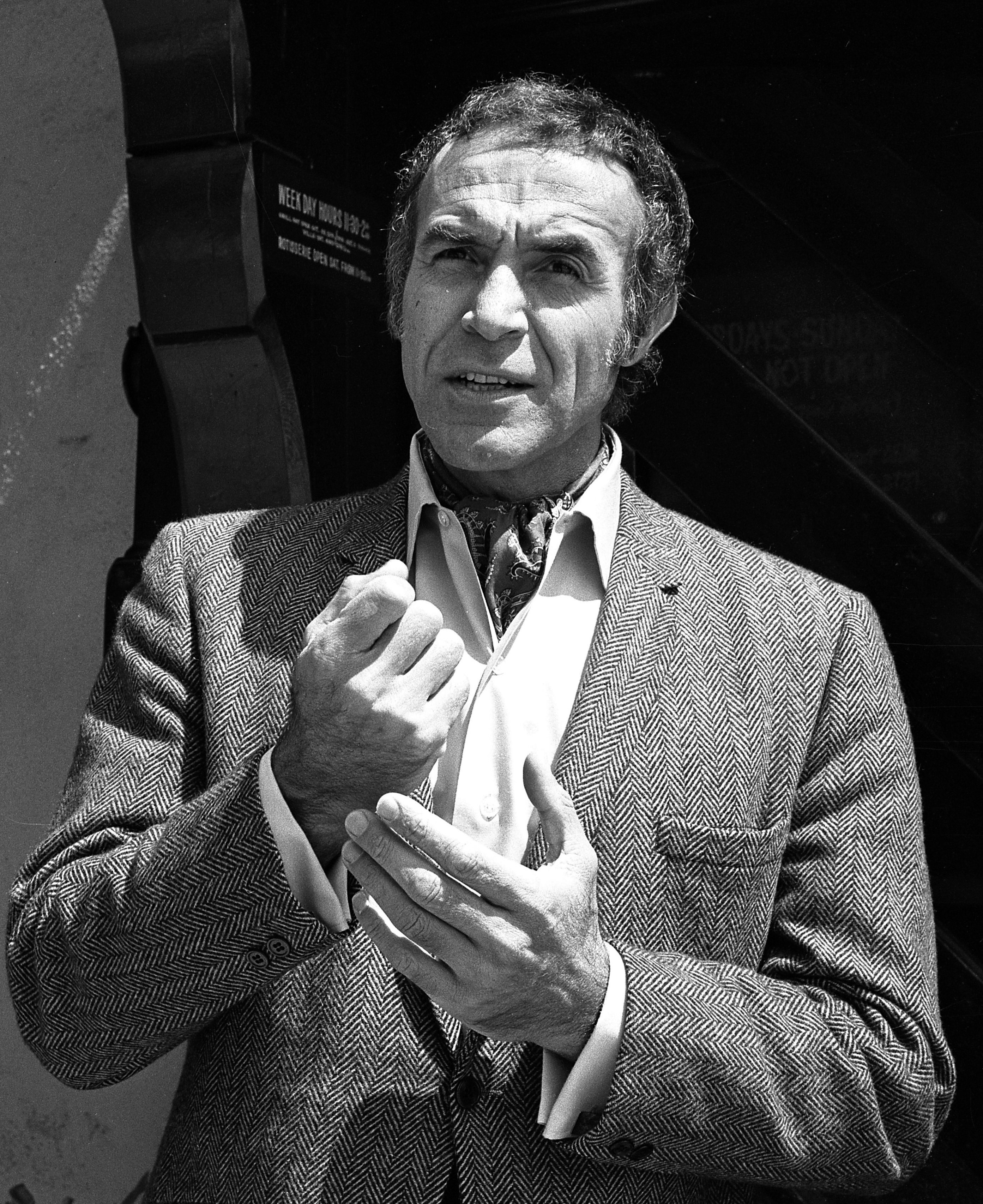
Ricardo Montalbán a Los Angeles nell'aprile del 1970

Al cinema lo si può vedere ne La spina dorsale del diavolo (The Deserter, 1971), diretto da Burt Kennedy e Niksa Fulgosi e Quel maledetto colpo al Rio Grande Express (The Train Robbers, 1973), diretto sempre da Kennedy. Negli stessi anni appare anche in due capitoli della saga de Il pianeta delle scimmie, Fuga dal pianeta delle scimmie (1971) e 1999: conquista della Terra (1972), interpretando il ruolo del Señor Armando, il proprietario del circo dove viene nascosto Cesare, figlio di Zira e Cornelius. 
Nel 1972 Montalbán è tra i fondatori del Comitato per le Minoranze Etniche dello Screen Actors Guild (in inglese Screen Actors Guild Ethnic Minority Committee), unitamente agli attori Carmen Zapata, Henry Darrow e Edith Diaz. Nel 1973 ritorna a Broadway per interpretare Don Juan in Hell. Prende parte inoltre al film per la televisione Morte per gli agenti speciali (Wonder Woman, 1974), diretto da Vincent McEveety, primo tentativo di portare in una produzione live action il personaggio DC Comics di Wonder Woman, qui impersonata da Cathy Lee Crosby. È nel Zorro televisivo del 1974 Il segno di Zorro (The Mark of Zorro), diretto da Don McDougall. Nel 1976 prende parte alla miniserie McNaughton's Daughter ed è guest star nell'episodio Una questione d'onore (A Matter of Honor) della serie televisiva Colombo (Columbo), nel quale interpreta il personaggio del matador Luis Montoya.
Nel 1975 viene scelto dalla Chrysler quale voce per gli spot televisivi della Cordoba, auto che in quegli anni si trasforma in un modello di successo, venendo ampiamente pubblicizzata. Diviene celebre la battuta con cui Montalbán elogia il rivestimento "morbido" e "ricco" in Corinthian leather degli interni dell'auto, spesso citato erroneamente come fine Corinthian leather, battuta spesso parodiata e soggetto degli imitatori dell'attore messicano, tra i quali figurano Eugene Levy, che lo interpreta spesso sul canale Second City Television, così come Dan Aykroyd, che lo imita al Saturday Night Live.
Nella seconda metà degli anni settanta compare nei film Won Ton Ton, il cane che salvò Hollywood (Won Ton Ton: The Dog Who Saved Hollywood, 1976), diretto da Michael Winner, e Joe Panther (1976), diretto da Paul Krasny, ed entra a far parte del cast principale della serie di breve durata Executive Suite (1976-1977), in cui interpreta il personaggio di David Valerio in 8 dei 18 episodi realizzati. È come guest star in un episodio della serie televisiva Sulle strade della California (Police Story, 1977) e interpreta i film per la televisione The Father Kino Story (1976), diretto da Ken Kennedy, e Captains Courageous (1977), diretto da Harvey Hart, quest'ultima trasposizione televisiva del celebre romanzo di Rudyard Kiplin Capitani coraggiosi, in cui impersona il capitano Manuel. Compare infine nella miniserie di genere western Alla conquista del West (How the West Was Won, 1978), dove interpreta il personaggio del nativo americano Satangkai, ruolo che gli vale un Premio Emmy nel 1978 quale miglior attore non protagonista.
Dal 1977 al 1984 viene reso ulteriormente celebre grazie alla sua partecipazione alla serie Fantasilandia, nel ruolo del protagonista, il proprietario del resort nel quale ogni ospite può realizzare la propria fantasia, Mr. Roarke, al fianco del fidato assistente Tattoo, interpretato da Hervé Villechaize. Mr. Roarke è il personaggio televisivo più noto della carriera di Ricardo Montalbán e per un certo periodo la serie è stata tra le più popolari, divenendo, assieme al suo assistente, celebri icone televisive.

### Anni 1980

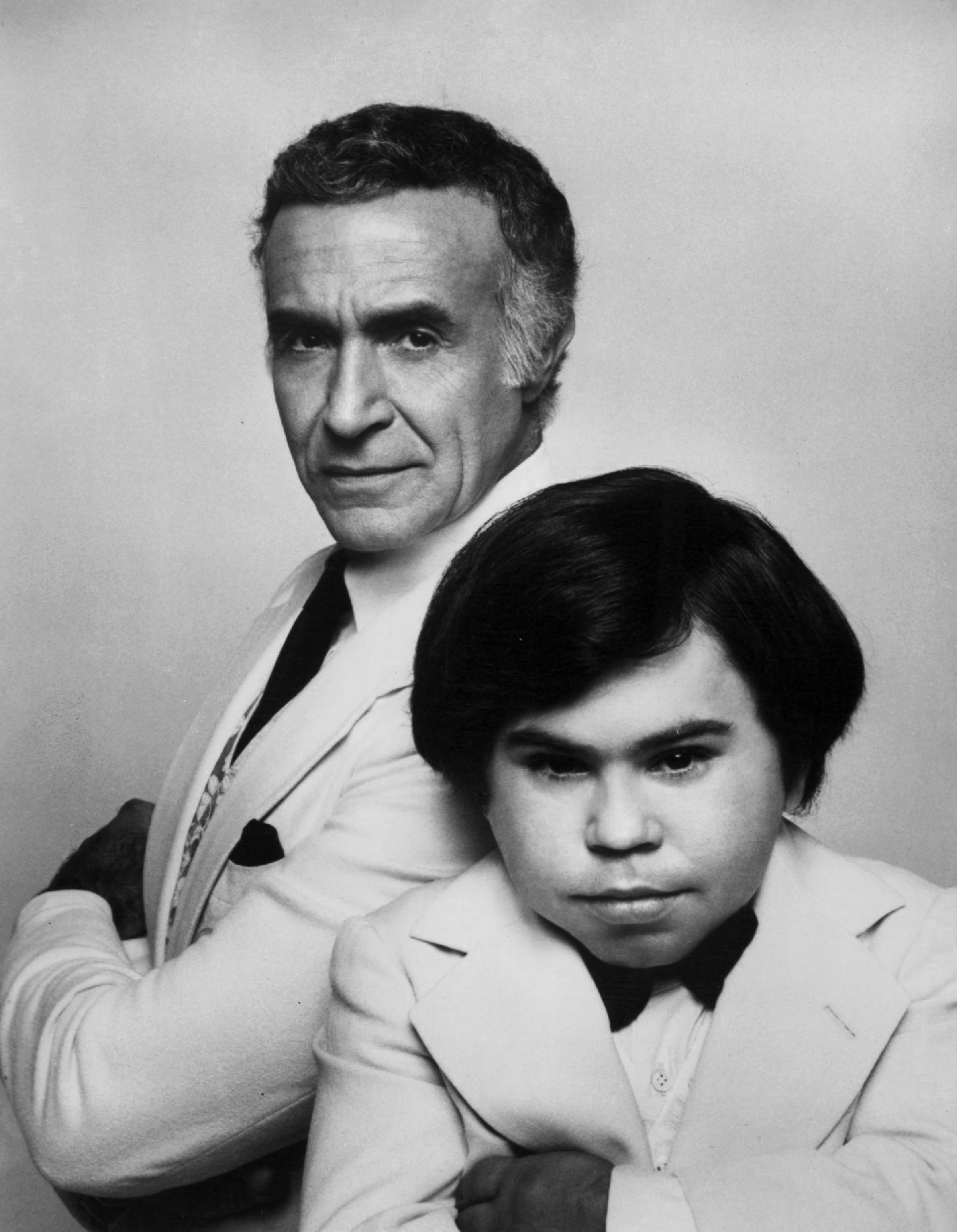
Ricardo Montalbán e Hervé Villechaize in una fotografia promozionale di Fantasilandia nel 1977

Nel gennaio del 1980 l'attore pubblica la propria autobiografia Reflections: A Life in Two Worlds, con la casa edistrice Doubleday. Nel 1986, in onore del centenario della Statua della Libertà, registra un annuncio di servizio pubblico nel quale celebra la generosità e l'ospitalità degli Stati Uniti nei suoi confronti come attore nato all'estero. Nel 1988 interpreta il ruolo di Vincent Ludwig in Una pallottola spuntata.
Nel 1982 l'attore riprende il ruolo dell'antagonista del Capitano Kirk, Khan Noonien Singh, nel film, sequel dell'episodio televisivo del 1967, Star Trek II - L'ira di Khan (Star Trek II: The Wrath of Khan), diretto da Nicholas Meyer e secondo film della serie cinematografica di Star Trek con protagonista l'equipaggio della serie classica. Abbandonato su Ceti Alpha V con gli altri potenziati e Marla Givers quasi venti anni prima dal capitano Kirk e dal suo equipaggio, Khan viene ora ritrovato dal capitano Clark Terrell (Paul Winfield) e dal suo primo ufficiale Pavel Chekov (Walter Koenig), precedentemente a bordo dell'Enterprise, della USS Reliant NCC-1864, su quello che credono essere Ceti Alpha VI, ma è invece Ceti Alpha V, che in seguito a uno slittamento dell'orbita è diventato un pianeta inospitale. Khan, che nel frattempo ha perso l'amata Marla, desidera vendicarsi di Kirk e attua così il suo piano prendendo possesso dell'astronave Reliant e in seguito del progetto Genesis, conducendo i propri seguaci all'autodistruzione, pur di riuscire a uccidere Kirk, che riesce comunque a sfuggirgli.
Montalbán accetta di riprendere il ruolo nonostante un significativo abbassamento del suo compenso, dal momento che, per sua stessa ammissione, gli piace riprendere la parte di Khan. Il suo unico rammarico è che lui e William Shatner non abbiano mai interagito direttamente nel film: i loro personaggi infatti non si incontrano mai faccia a faccia, se non attraverso la comunicazione video, poiché le riprese vengono effettuate a diversi mesi di distanza l'una dall'altra, così da poter adattarsi agli impegni di Montalbán in Fantasilandia. A seguito della proiezione del film, iniziano a circolare delle dicerie secondo le quali durante le riprese Montalbán si sarebbe avvalso di una protesi per simulare un torace muscoloso, ma lo stesso regista Nicholas Meyer smentisce categoricamente tali voci, affermando che, seppure a sessant'anni avanzati, Montalbán mantiene un rigido regime di allenamenti che gli permettono di esibire un fisico atletico e il torace vigoroso che si può vedere nel film è il suo. Il costume di Khan vine infatti studiato appositamente per mettere in risalto le doti fisiche dell'attore. 
Quando Montalbán prende parte come guest star all'episodio Il fascino dei baffi (McStroke, 2008), della serie animata I Griffin (Family Guy), doppiando una mucca geneticamente modificata, il personaggio fa numerosi riferimenti al personaggio di Khan. Così avviene anche per il personaggio di Guitierrez, doppiato dall'attore in cinque episodi della serie animata Freakazoid! tra il 1995 e il 1997.
L'interpretazione di Khan data da Montalbán viene ampiamente elogiata da parte della critica. Il critico Christopher Null di Filmcritic definisce Khan "il più grande ruolo interpretato da Montalbán in tutta la sua carriera". La critica di The New Yorker Pauline Kael afferma che l'interpretazione di Khan da parte dell'attore "è stata l'unica conferma che abbia mai avuto del suo potere di comandare il grande schermo". Roger Ebert del Chicago Sun-Times scrive che questo tipo di film è "buono quanto il suo cattivo" e la decisione di Montalbán di evitare ogni esagerazione, interpretando il personaggio come motivato da un "orgoglio profondamente ferito", ha ispirato una certa simpatia nei suoi confronti da parte del pubblico.
Dopo un cameo nel film diretto da Hal Needham, La corsa più pazza d'America n. 2 (Cannonball Run II, 1984), Montalbán entra a far parte del cast fisso della serie televisiva I Colby (The Colbys), a cui prende parte per 48 episodi dal 1985 al 1987 nei panni di Zachary "Zach" Powers. In questa parte appare anche come guest star nei due episodi Ricordi e La missione della soap opera Dynasty, di cui I Colby è uno spin-off. Nel 1986 compare in una pubblicità su una rivista per la nuova versione della Chrysler New Yorker. Nel 1988 interpreta il personaggio del "cattivo" Vincent Ludwig nella commedia demenziale diretta da David Zucker Una pallottola spuntata (The Naked Gun: From the Files of Police Squad!), al fianco di Leslie Nielsen e Priscilla Presley.

### Ultimi anni
Nei primi anni novanta Ricardo Montalbán appare nel ruolo di guest star nelle serie Detective Stryker (B.L. Stryker, 1990); La signora in giallo (Murder, She Wrote), con protagonista Angela Lansbury, nell'episodio della settima stagione Morte in Fa Diesis (Murder in F Sharp, 1990), in cui impersona il co-protagonista Vaclav Maryska; Giochi segreti a Las Vegas (Hearts Are Wild, 1992); Cuori al Golden Palace (The Golden Palace, 1993).
Con l'avanzare dell'età aumenta il dolore causato dall'incidente occorsogli nel 1951 durante le riprese del film Il cacciatore del Missouri, e nel 1993 viene sottoposto a un intervento chirurgico alla colonna vertebrale. L'intervento dura oltre nove ore e lascia il suo corpo compromesso sotto la vita, richiedendo l'uso di ausili per la mobilità. Da allora apparirà infatti in scena su una sedia a rotelle. Nonostante il dolore continuo, continua a recitare, soprattutto doppiando serie e film in animazione e sostenendo la sua Nosotros Foundation. 
Nel 1994 ha un ruolo fisso nel cast della serie televisiva Heaven Help Us, ma la serie si interrompe dopo soli 14 episodi. Tra i suoi ruoli da doppiatore, tra il 1995 e il 1997, vi è quello di Armando Gutierrez, nella serie animata Freakazoid!. Nel 1997 Montalbán fa causa ai produttori di Fantasilandia, sostenendo che gli sarebbe spettato il 5% dei profitti. I produttori rispondono che la serie aveva perso 11 milioni di dollari e la questione si risolse in via extragiudiziale.
Nei primi anni duemila, il regista Robert Rodriguez crea appositamente per lui un personaggio per il franchise di Spy Kids: appare così in Spy Kids 2 - L'isola dei sogni perduti (Spy Kids 2: Island of Lost Dreams, 2002) e Missione 3D - Game Over (Spy Kids 3: Game Over, 2003), nella parte del nonno. Poco prima di morire, nel gennaio del 2009, registra la voce di un personaggio ospite della serie animata American Dad!, in cui il protagonista Roger diventa il dittatore di un paese sudamericano. Secondo il produttore esecutivo Mike Barker, questo è stato il suo ultimo ruolo dopo il doppiaggio nel film di animazione Ant Bully - Una vita da formica (The Ant Bully, 2006).
Ricardo Montalbán muore il 14 gennaio del 2009 nella propria casa di Los Angeles all'età di 88 anni. Secondo il figliastro Gilbert Smith, la morte è dovuta a "complicazioni dovute all'età avanzata". Più tardi viene rivelato che la causa della morte è più precisamente dovuta a insufficienza cardiaca congestizia. È sepolto al Holy Cross Cemetery di Culver City, in California.

## Vita privata

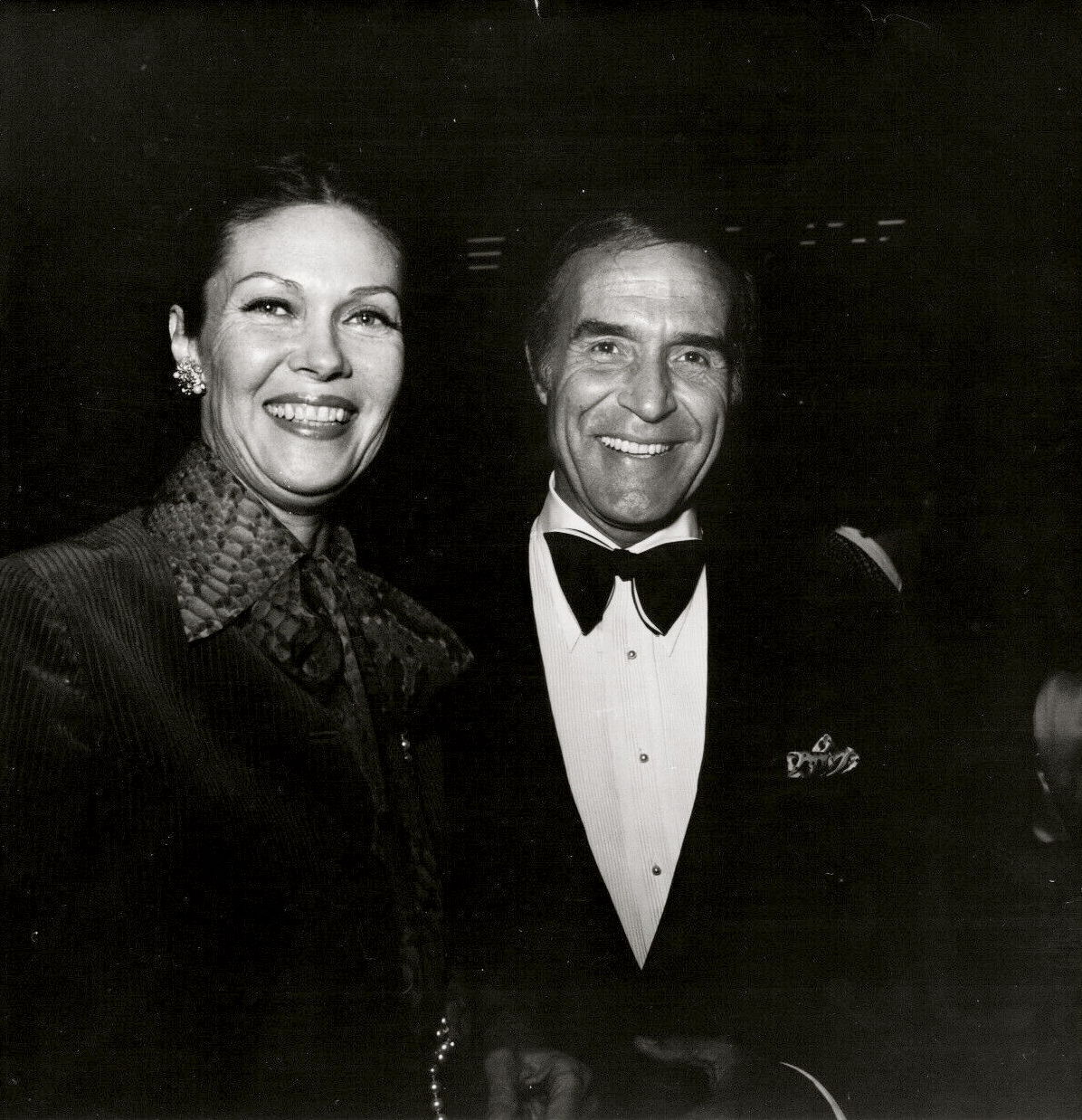
Ricardo Montalbán con la moglie Georgiana Young nel 1972

Innamoratosi dell'attrice Loretta Young fin dall'età di dodici anni, a 18 anni Ricardo Montalbán trasferisce il suo amore alla sorellastra dell'attrice, l'allora quindicenne Georgiana Young, sorellastra anche delle attrici Sally Blane e Polly Ann Young, dopo averla vista nel film diretto da Irving Cummings La sposa di Boston (The Story of Alexander Graham Bell, 1939). Montalbán inizia la sua carriera teatrale e cinematografica all'epoca che i due si conoscono. L'attore si propone quella sera stessa, ma in seguito "ci è voluta un'intera settimana per convincerla", come egli stesso ha affermato. Montalban e Young si sposano nel 1944 e hanno quattro figli: Laura, che è stata assistente di Bill Blass; Mark, che ha studiato come anestetista; Anita, che ha lavorato in una boutique di Yves Saint Laurent; Bill, responsabile dei reclami per una compagnia telefonica. Dopo il quarto figlio decidono di adottare il metodo di controllo delle nascite dettato dalla chiesa cattolica, che prevede l'astinenza e che Montalbán ha dichiarato essere "una delle più sagge pratiche inventate dalla chiesa cattolica", poiché "i 10 giorni di astinenza accendono la passione". Dopo 63 anni di matrimonio Georgiana Young muore nel 2007 all'età di 83 anni.
Ricardo Montalbán era un cattolico praticante. Una volta ha affermato che la religione era la cosa più importante della sua vita. Era membro della Good Shepherd Parish e della Catholic Motion Picture Guild di Beverly Hills, in California. Nel 1998 Papa Giovanni Paolo II lo ha fatto cavaliere dell'Ordine di San Gregorio Magno, il più alto onore che un cattolico laico possa ricevere dalla chiesa cattolica.
Per molti anni ha seguito una stretta dieta e un regime di allenamento fisico, che gli ha conferito un fisico invidiabile. Dopo la realizzazione del film Star Trek II - L'ira di Khan, il regista Nicholas Meyer ha dovuto smentire le voci circolanti circa l'uso di protesi da parte dell'attore durante le riprese. Il costume indossato da Montalbán durante le riprese è stato appositamente disegnato per mettere in risalto il suo fisico atletico.

## Fondazione, Festival e Teatro

### Nosotros Foundation
Il modo in cui i messicani vengono rappresentati a Hollywood ha sempre infastidito Montalbán che, assieme a Richard Hernandez, Val de Vargas, Rodolfo Hoyos Jr., Carlos Rivas, Tony de Marco e Henry Darrow, nel 1970 decide di fondare la Nosotros Foundation per difendere gli ispanici nell'industria cinematografica e televisiva. Montalbán è il primo presidente dell'associazione e, a tale proposito, ha dichiarato: "Ho ricevuto un sostegno enorme, ma ci sono state anche delle ripercussioni negative. Sono stato accusato di essere un militante e di conseguenza ho perso il lavoro". Ironicamente, la Nosotros Foundation era determinata a togliere i ruoli a Nico Minardos, un attore greco-americano che durante gli anni settanta interpretava spesso personaggi ispanici a causa del suo aspetto e del suo accento. Minardos rispose in modo brusco e questo gli costò un ruolo ricorrente come sindaco messicano in un episodio della serie televisiva Due onesti fuorilegge (Alias Smith and Jones).

### Golden Eagle Awards
La fondazione dà vita ai Golden Eagle Awards, un premio annuale destinato agli attori ispanici. Il premio viene presentato in concomitanza con il Nosotros American Latino Film Festival, che si tiene al Ricardo Montalbán Theatre di Hollywood.

### Montalbán Theatre

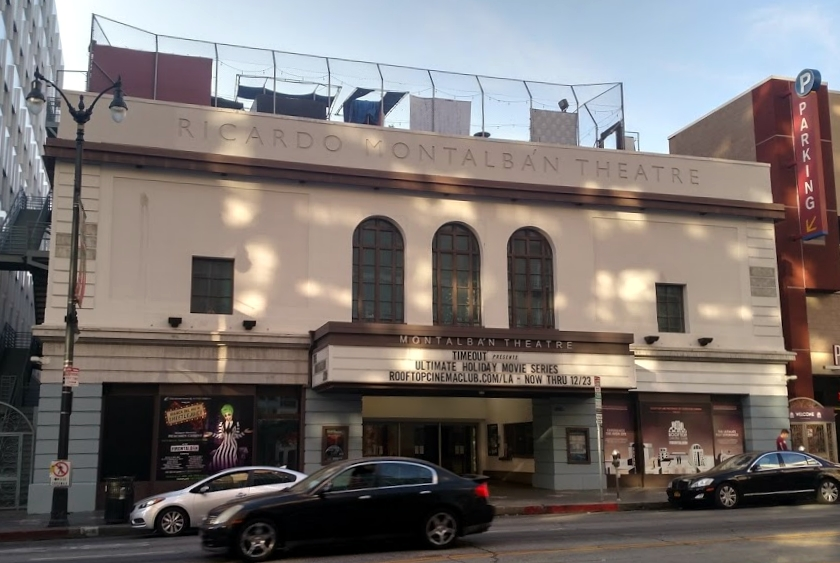
Il Montalbán Theatre, a Hollywood

Nel 1999 la Nosotros Foundation e la Ricardo Montalbán Foundation si accordano per acquistare il Doolittle Theatre dall'Università della California - Los Angeles. Il teatro era stato di proprietà di Howard Hughes, durante i primi anni trenta, quindi era stato in seguito rinominato Huntington Hartford Theater, quando venne acquistato nel 1954 dal filantropo Huntington Hartford, quindi ancora Doolittle Theater. Il processo che porta dall'accordo all'apertura del teatro dura per quattro anni.
La struttura viene ufficialmente ribattezzata Ricardo Montalbán Theatre l'11 maggio 2004, durante la cerimonia inaugurale. All'evento partecipano numerose celebrità, compresi: Ed Begley Jr. in rappresentanza dello Screen Actors Guild, Valerie Harper, Loni Anderson, Héctor Elizondo e Robert Goulet.
Quando Montalbán sale sul palco sulla sua sedia a rotelle, ripete "le cinque fasi dell'attore" (originariamente coniate da Jack Elam per descrivere il corso della sua carriera). Montalbán è celebre per usare autoironicamente, nelle interviste e nei discorsi pubblici, la battuta: "Chi è Ricardo Montalbán? Portami Ricardo Montalbán. Procurami un modello di Ricardo Montalbán. Procurami un giovane Ricardo Montalbán. Chi è Ricardo Montalbán?". In questa occasione aggiunge altre due frasi: "Aspetta un attimo, non è 'Come si chiama'?", riferendosi al suo ruolo nei film della serie Spy Kids, "Chi diavolo è quello?", immaginando che questa fosse la reazione delle persone che vedevano il suo nome sul tendone del teatro.
Montalbán parla inoltre dell'obiettivo della Nosotros Foundation:

## Omaggi postumi
- Nel film del 2018 My Dinner with Hervé, biopic sulla vita di Hervé Villechaize diretto da Sacha Gervasi, Ricardo Montalbán viene interpretato da Andy García.
- Nel 2005 Montalbán avrebbe dovuto ricevere un dottorato onorario dall'Università del Nuovo Messico, ma a causa di problemi di salute non ha potuto partecipare alla cerimonia. Il 13 maggio 2023 Montalbán è stato insignito postumo di un dottorato onorario in lettere umanistiche dall'UNM, ricevuto da sua nipote Lydia Martinez.[51][52]

## Filmografia

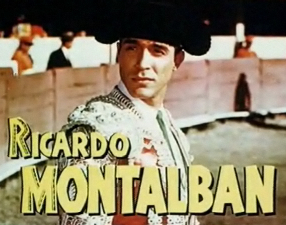
Ricardo Montalbán ne La matadora (1947)

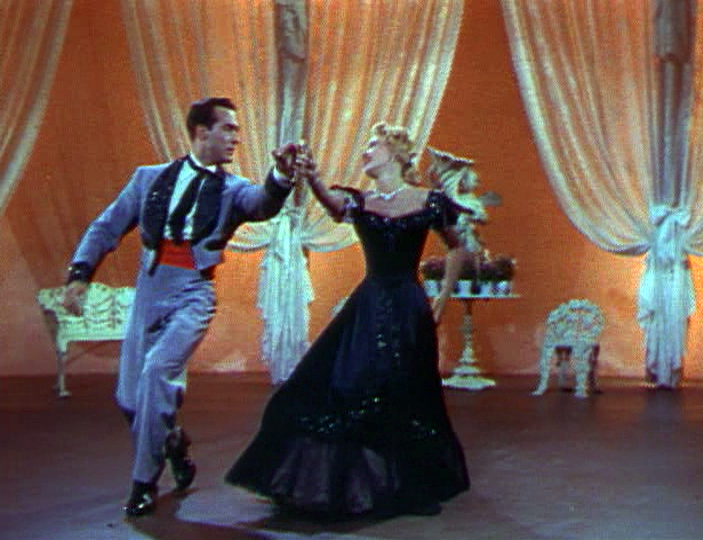
Ricardo Montalbán e Jane Powell in Due settimane d'amore (1950)

Ricardo Montalbán in Gordon, il pirata nero (1961)

### Attore

#### Cinema
- He's a Latin from Staten Island, regia di John Primi – cortometraggio (1941)
- Cantinflas e i tre moschettieri (Los tres mosqueteros), regia di Miguel M. Delgado (1942) - non accreditato
- El verdugo de Sevilla, regia di Fernando Soler (1942)
- La virgen que forjó una patria, regia di Julio Bracho (1942) - non accreditato
- La razón de la culpa, regia di Juan José Ortega (1943) - non accreditato
- Santa, regia di Norman Foster e Alfredo Gómez de la Vega (1943)
- Cinco fueron escogidos, regia di Agustín P. Delgado ed Herbert Kline (1943)
- Five Were Chosen, regia di Herbert Kline (1944)
- La fuga, regia di Norman Foster (1944)
- Cadetes de la naval, regia di Fernando Palacios (1945)
- Nosotros, regia di Fernando A. Rivero (1945)
- La hora de la verdad, regia di Norman Foster (1945)
- La casa de la zorra, regia di Juan José Ortega (1945)
- Pepita Jiménez, regia di Emilio Fernández (1946)
- Fantasía ranchera, regia di Juan José Segura (1947)
- La matadora (Fiesta), regia di Richard Thorpe (1947)
- Su di un'isola con te (On an Island with You), regia di Richard Thorpe (1948)
- Il bacio del bandito (The Kissing Bandit), regia di László Benedek (1948)
- La figlia di Nettuno (Neptune's Daughter), regia di Edward Buzzell (1949)
- Mercanti di uomini (Border Incident), regia di Anthony Mann (1949)
- Bastogne (Battleground), regia di William A. Wellman (1949)
- La strada del mistero (Mystery Street), regia di John Sturges (1950)
- Il messicano (Right Cross), regia di John Sturges (1950)
- Due settimane d'amore (Two Weeks with Love), regia di Roy Rowland (1950)
- Il marchio del rinnegato (Mark of the Renegade), regia di Hugo Fregonese (1951)
- Il cacciatore del Missouri (Across the Wide Missouri), regia di William A. Wellman (1951)
- Il mio uomo (My Man and I), regia di William A. Wellman (1952)
- Sombrero, regia di Norman Foster (1953)
- Amanti latini (Latin Lovers), regia di Mervyn LeRoy (1953)
- La fortezza dei tiranni (The Saracen Blade), regia di William Castle (1954)
- Sombra verde, regia di Roberto Gavaldón (1954)
- La cortigiana di Babilonia, regia di Carlo Ludovico Bragaglia (1955)
- A Life in the Balance, regia di Harry Horner e Rafael Portillo (1955)
- Ricatto a tre giurati (Three for Jamie Dawn), regia di Thomas Carr (1956)
- Gli amanti del deserto, regia di Goffredo Alessandrini, Fernando Cerchio, León Klimovsky, Ricardo Muñoz Suay e Gianni Vernuccio (1957)
- Sayonara, regia di Joshua Logan (1957)
- Che nessuno scriva il mio epitaffio (Let No Man Write My Epitaph), regia di Philip Leacock (1960)
- Gordon, il pirata nero, regia di Mario Costa (1961)
- Le avventure di un giovane (Hemingway's Adventures of a Young Man), regia di Martin Ritt (1962)
- Cronache di un convento (The Reluctant Saint), regia di Edward Dmytryk (1962)
- Il granduca e mister Pimm (Love Is a Ball), regia di David Swift (1963)
- Il grande sentiero (Cheyenne Autumn), regia di John Ford (1964) - Piccolo Lupo
- ¡Buenas noches, año nuevo!, regia di Julián Soler (1964)
- La trappola mortale (The Money Trap), regia di Burt Kennedy (1965)
- Madame X, regia di David Lowell Rich (1966)
- Dominique (The Singing Nun), regia di Henry Koster (1966)
- Con le spalle al muro (Sol Madrid), regia di Brian G. Hutton (1968)
- Due occhi di ghiaccio, regia di Silvio Narizzano e, non accreditato, Yakima Canutt (1968)
- Sweet Charity - Una ragazza che voleva essere amata (Sweet Charity), regia di Bob Fosse (1969)
- La spina dorsale del diavolo (The Deserter), regia di Niksa Fulgosi e Burt Kennedy (1971)
- Fuga dal pianeta delle scimmie (Escape from the Planet of the Apes), regia di Don Taylor (1971)
- 1999: conquista della Terra (Conquest of the Planet of the Apes), regia di J. Lee Thompson (1972)
- Quel maledetto colpo al Rio Grande Express (The Train Robbers), regia di Burt Kennedy (1973)
- Won Ton Ton, il cane che salvò Hollywood (Won Ton Ton: The Dog Who Saved Hollywood), regia di Michael Winner (1976)
- Joe Panther, regia di Paul Krasny (1976)
- The Father Kino Story, regia di Ken Kennedy (1976)
- Star Trek II - L'ira di Khan (Star Trek II: The Wrath of Khan), regia di Nicholas Meyer (1982) - Khan Noonien Singh
- La corsa più pazza d'America n. 2 (Cannonball Run II), regia di Hal Needham (1984)
- Una pallottola spuntata (The Naked Gun: From the Files of Police Squad!), regia di David Zucker (1988)
- Spy Kids 2 - L'isola dei sogni perduti (Spy Kids 2: Island of Lost Dreams), regia di Robert Rodriguez (2002)
- Missione 3D - Game Over (Spy Kids 3-D: Game Over), regia di Robert Rodriguez (2003)

#### Televisione
- The Ford Television Theatre – serie TV, episodi 3x34-4x29 (1955-1956)
- Climax! – serie TV, episodi 1x13-3x01 (1955-1956)
- General Electric Theater – serie TV, episodio 4x15 (1956)
- Celebrity Playhouse – serie TV, episodio 1x22 (1956)
- The 20th Century-Fox Hour – serie TV, episodi 1x15-2x07 (1956)
- Chevron Hall of Stars – serie TV, 2 episodi (1956)
- Letter to Loretta – serie TV, 8 episodi (1956-1961)
- Carovane verso il West (Wagon Train) – serie TV, episodio 1x02 (1957)
- Schlitz Playhouse of Stars – serie TV, episodi 6x38-7x03 (1957)
- Playhouse 90 – serie TV, episodi 1x31-4x01 (1957-1959)
- Colgate Theatre – serie TV, episodio 1x03 (1958)
- Avventure lungo il fiume (Riverboat) – serie TV, episodio 1x09 (1959)
- Avventure in paradiso (Adventures in Paradise) – serie TV, episodio 1x05 (1959)
- Startime – serie TV, episodio 1x22 (1960)
- Death Valley Days – serie TV, episodio 8x31 (1960) - Joaquin Murrieta
- Bonanza – serie TV, episodio 2x07 (1960)
- Alfred Hitchcock presenta (Alfred Hitchcock Presents) – serie TV, episodio 6x07 (1960)
- Play of the Week – serie TV, episodio 2x12 (1960)
- The Christophers – serie TV, 2 episodi (1960)
- Il piccolo Amleto (Hamlet, Prinz von Dänemark), regia di Franz Peter Wirth – film TV (1960)
- Insight – serie TV, episodi 8-130-177 (1960-1966)
- The Chevy Show – serie TV, 1 episodio (1961)
- Zorro – serie TV, episodio 3x04 (1961)
- Gli intoccabili (The Untouchables) – serie TV, episodio 2x27 (1961)
- Scacco matto (Checkmate) – serie TV, episodio 1x34 (1961)
- Disneyland – serie TV, episodi 7x22 (1961)
- Lotta senza quartiere (Cain's Hundred) – serie TV, episodio 1x27 (1962)
- The Lloyd Bridges Show – serie TV, episodio 1x08 (1962)
- Il virginiano (The Virginian) – serie TV, episodi 1x04-7x05-9x12 (1962-1970)
- Fred Astaire (Alcoa Premiere) – serie TV, episodio 2x16 (1963)
- The Dick Powell Show – serie TV, episodio 2x27 (1963)
- Ben Casey – serie TV, episodio 3x10 (1963)
- The Greatest Show on Earth – serie TV, episodio 1x10 (1963)
- La grande avventura (The Great Adventure) – serie TV, episodi 1x02-1x03-1x26 (1963-1964) - Jean Lafitte
- The Lieutenant – serie TV, episodio 1x23 (1964)
- The Fantasticks, regia di George Schaefer – film TV (1964)
- Slattery's People – serie TV, episodio 1x06 (1964)
- La parola alla difesa (The Defenders) – serie TV, episodio 4x11 (1964)
- Gli inafferrabili (The Rogues) – serie TV, episodio 1x14 (1964)
- La legge di Burke (Burke's Law) – serie TV, episodi 2x09-2x26 (1964-1965)
- Organizzazione U.N.C.L.E. (The Man from U.N.C.L.E.) – serie TV, episodi 1x12-2x25 (1964-1966)
- Polvere di stelle (Bob Hope Presents the Chrysler Theatre) – serie TV, 4 episodi (1965-1967)
- Il dottor Kildare (Dr. Kildare) – serie TV, 4 episodi (1966)
- The Long, Hot Summer – serie TV, episodio 1x26 (1966)
- Alice Through the Looking Glass, regia di Alan Handley – film TV (1966) - Re Bianco
- Daniel Boone – serie TV, episodio 3x15 (1966)
- Selvaggio west (The Wild Wild West) – serie TV, episodio 2x15 (1966)
- Code Name: Heraclitus, regia di James Goldstone – film TV (1967)
- Combat! – serie TV, episodio 5x17 (1967)
- La lunga fuga (The Longest Hundred Miles), regia di Don Weis – film TV (1967)
- Star Trek – serie TV, episodio 1x22 (1967) - Khan Noonien Singh
- Missione impossibile (Mission: Impossible) – serie TV, episodio 1x21 (1967)
- Le spie (I Spy) – serie TV, episodio 2x25 (1967)
- Squadra speciale anticrimine (The Felony Squad) – serie TV, episodi 1x27-3x01 (1967-1968)
- The Danny Thomas Hour – serie TV, episodio 1x18 (1968)
- Ironside – serie TV, episodio 2x04 (1968)
- Operazione ladro (It Takes a Thief) – serie TV, episodi 2x04-2x10 (1968)
- Ai confini dell'Arizona (The High Chaparral) – serie TV, episodi 1x24-2x13 (1968)
- Hawaii Squadra Cinque Zero (Hawaii Five-O) – serie TV, episodi 1x04-5x02 (1968-1972)
- Stranieri nella notte (The Pigeon), regia di Earl Bellamy – film TV (1969)
- La mano della vendetta (The Desperate Mission), regia di Earl Bellamy – film TV (1969)
- Reporter alla ribalta (The Name of the Game) – serie TV, episodi 1x23-2x23 (1969-1970)
- Gente di Hollywood (Bracken's World) – serie TV, episodi 1x07-2x07 (1969-1970)
- Black Water Gold, regia di Alan Landsburg – film TV (1970)
- Gunsmoke – serie TV, episodio 16x01 (1970)
- Dan August – serie TV, episodio 1x02 (1970)
- The Aquarians, regia di Don McDougall – film TV (1970)
- Marcus Welby (Marcus Welby, M.D.) – serie TV, episodio 2x07 (1970)
- Laugh-In – serie TV, 4 episodi (1970-1971)
- Doris Day Show (The Doris Day Show) – serie TV, episodio 3x22 (1971)
- Sarge – serie TV, episodio 1x00 (1971)
- Un vero sceriffo (Nichols) – serie TV, episodio 1x02 (1971)
- The Face of Fear, regia di George McCowan – film TV (1971)
- O'Hara United States Treasury – serie TV, episodio 1x15 (1972)
- Un uomo d'azione (Fireball Forward), regia di Marvin J. Chomsky – film TV (1972)
- Here's Lucy – serie TV, episodio 5x12 (1972)
- Griff – serie TV, episodio 1x07 (1973)
- Morte per gli agenti speciali (Wonder Woman), regia di Vincent McEveety – film TV (1974)
- Il segno di Zorro (The Mark of Zorro), regia di Don McDougall – film TV (1974)
- Switch – serie TV, episodio 1x10 (1975)
- Colombo (Columbo) – serie TV, episodio 5x04 (1976)
- McNaughton's Daughter, regia di Jack Arnold, Jerry London, Daniel Haller e Gene Nelson – miniserie TV (1976)
- Executive Suite – serie TV, 8 episodi (1976-1977)
- Sulle strade della California (Police Story) – serie TV, episodio 4x17 (1977)
- Captains Courageous, regia di Harvey Hart – film TV (1977)
- Fantasilandia (Fantasy Island) – serie TV, 154 episodi (1977-1984) - Mr. Roarke
- Alla conquista del West (How the West Was Won) – serie TV, 4 episodi (1978)
- I Colby (The Colbys) – serie TV, 48 episodi (1985-1987)
- Dynasty – serie TV, episodi 6x18-7x08 (1986)
- Detective Stryker (B.L. Stryker) – serie TV, episodio 2x05 (1990)
- La signora in giallo (Murder, She Wrote) – serie TV, episodio 7x10 (1990)
- Dream On – serie TV, episodio 2x01 (1991)
- Cadena Braga – serie TV, episodio 1x01 (1991)
- Giochi segreti a Las Vegas (Hearts Are Wild) – serie TV, episodio 1x02 (1992)
- Cuori al Golden Palace (The Golden Palace) – serie TV, episodio 1x16 (1993)
- Heaven Help Us – serie TV, 12 episodi (1994)
- Chicago Hope – serie TV, episodio 3x23 (1997)
- Love Boat - The Next Wave (Love Boat: The Next Wave) – serie TV, episodio 1x06 (1998)
- Titans – serie TV, episodio 1x13 (2001)
- The Brothers Garcia – serie TV, episodio 4x13 (2003)

### Doppiatore

#### Cinema
- Mustang, regia di Roy E. Disney e Frank Zuniga (1973) - Narratore
- Ant Bully - Una vita da formica (The Ant Bully), regia di John A. Davis (2006)

#### Televisione
- Disneyland – serie TV, episodi 18x16 (1972) - Narratore
- Miguel's Navidad, regia di George Mendeluk – film TV (1976) - Narratore
- Love Boat – serie TV, episodio 4x07 (1980)
- Happily Ever After: Fairy Tales for Every Child - serie animata, episodio 1x07 (1995)
- Freakazoid! - serie animata, 5 episodi (1995-1997)
- Casper - serie animata, episodio 3x14 (1998)
- Adventures from the Book of Virtues - serie animata, episodio 2x08 (1998)
- Buzz Lightyear da Comando Stellare (Buzz Lightyear of Star Command) - serie animata, episodio 1x39 (2000)
- Dora l'esploratrice (Dora the Explorer) - serie animata, episodio 2x02 (2002)
- Kim Possible - serie animata, 5 episodi (2002-2007)
- The Ant Bully, regia di John A. Davis – miniserie animata, episodio 1x03 (2006)
- I Griffin (Family Guy) - serie animata, episodio 6x08 (2008)
- American Dad! - serie animata, episodio 5x02 (2009)

### Regista
- Fantasilandia (Fantasy Island) – serie TV, episodi 6x06-6x13 (1982-1983)

## Teatro (parziale)

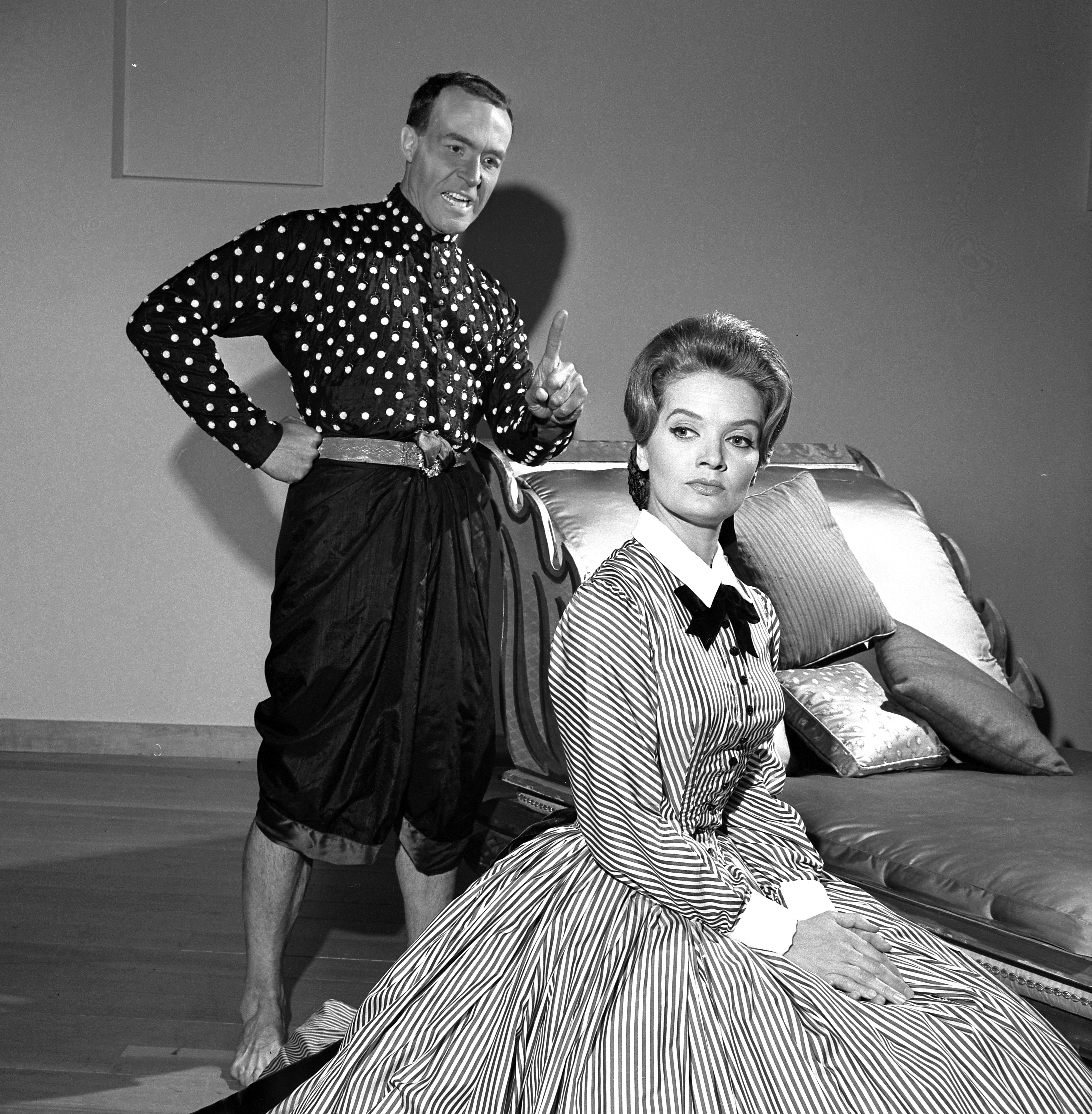
Ricardo Montalbán e Florence Henderson in The King and I nel 1965

- Seventh Heaven, regia di John C. Wilson, ANTA Playhouse, New York (1955)
- Jamaica, regia di Robert Lewis, Imperial Theatre, New York (1957-1959)
- The King and I (1965)
- Don Juan in Hell, regia di John Houseman, Palace Theatre, New York (1973)

## Radio (parziale)
- Lobo del Mar - radiosceneggiato

## Discografia parziale

### Album in studio
- 1955 - Seventh Heaven (Original Cast Album) (con Victor Young e Stella Unger)
- 1957 - Jamaica (con Lena Horne)
- 1981 - Gloria (con la Roger Wagner Chorale)

### Singoli
- 1949 - Baby, It's Cold Outside/My Heart Beats Faster (con Esther Williams)
- 1957 - A "Miss You" Kiss/A Man With A Dream
- 1967 - La campanilla
- 1976 - America

## Libri
- (EN) Ricardo Montalbán e Bob Thomas, Reflections. A Life in Two Worlds, Garden City, New York, Doubleday, 1980, ISBN 978-0-385-12878-0.

## Riconoscimenti

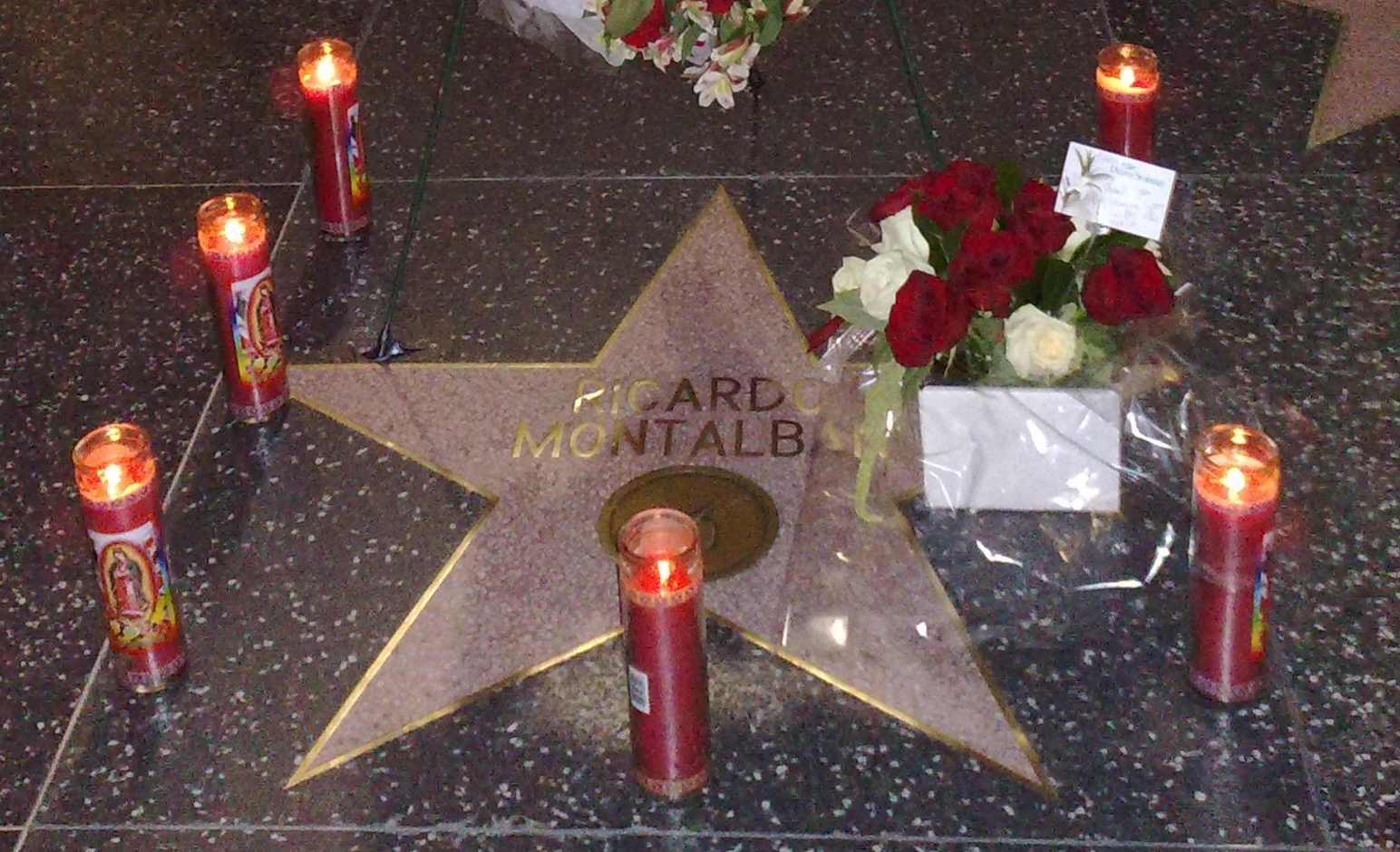
La stella di Ricardo Montalbán nella Walk of Fame al 7021 dell'Hollywood Boulevard dopo la sua morte

- Angelus Awards Student Film Festival
  - 2002 - Premio Spirit of Angelus
- Golden Boot Award
  - 1985 - Golden Boot
- Laurel Award
  - 1958 - Candidato alla miglior interpretazione maschile per Sayonara
- NCLR Bravo Award
  - 1995 - Premio alla carriera
- Premio Emmy
  - 1978 - Miglior attore non protagonista per il ruolo di Satangkai in Alla conquista del West
- Screen Actors Guild Award
  - 1994 - Premio alla carriera
- Soap Opera Digest Award
  - 1986 - Candidato al miglior cattivo in una serie in prima serata per I Colby
  - 1988 - Candidato al miglior cattivo: prima serata per I Colby
- Walk of Fame
  - 1960 - Televisione, al 7021 dell'Hollywood Boulevard

## Doppiatori italiani
Nelle versioni in italiano delle opere in cui ha recitato, Ricardo Montalbán è stato doppiato da: 
- Giuseppe Rinaldi ne La matadora, Mercanti di uomini, Il mio uomo, Sombrero (dialoghi), Amanti latini, Ricatto a tre giurati, Dominique, Sweet Charity - Una ragazza che voleva essere amata
- Adolfo Geri in Su di un'isola con te, La figlia di Nettuno, Bastogne, Il messicano, Due settimane d'amore, Il cacciatore del Missouri
- Rino Bolognesi in Fantasilandia, La signora in giallo, Una pallottola spuntata
- Gualtiero De Angelis ne La cortigiana di Babilonia, Sayonara
- Cesare Barbetti ne Il grande sentiero, 1999: conquista della Terra
- Vittorio Congia in Spy Kids 2 - L'isola dei sogni perduti, Missione 3-D - Game Over
- Giulio Panicali ne Il marchio del rinnegato
- Sergio Tedesco in Sombrero (canto)
- Pino Locchi ne Il granduca e mister Pimm
- Emilio Cigoli ne Le avventure di un giovane
- Gianfranco Bellini in Gordon il pirata nero
- Carlo Alighiero ne La spina dorsale del diavolo
- Sergio Graziani in Madame X
- Renato Turi in Due occhi di ghiaccio
- Roberto Villa in Colombo
- Massimo Lodolo in Chango, il guardiano del tesoro dei Maya
- Franco Odoardi in Star Trek
- Dario Penne in Star Trek II - L'ira di Kahn
- Nando Gazzolo ne I Colby
- Ferruccio Amendola in Alla conquista del West
- Pierangelo Civera in Quel maledetto colpo al Rio Grande Express

Da doppiatore è sostituito da:
- Andrea Ward in Freakazoid
- Pietro Biondi in Kim Possible
- Vittorio Di Prima in Ant Bully - Una vita da formica
- Stefano Oppedisano ne I Griffin